# Мардєрс Скуєньекс
Мардєрс Скуєньекс (22 червня 1886 , Рига  — 12 липня 1941 , Москва ) — латвійський політик, публіцист і статистик, що брав активну участь у створенні незалежної Латвійської держави. Співавтор Конституції Латвії. Займав низку державних посад, зокрема, в 1926—1928 і в 1931—1933 роках був прем'єр-міністром Латвії.

## Біографія
Мардєрс Скуєньекс народився 22 червня 1886 року в Ризі у сім'ї письменника та публіциста Едвартса Скуєньекса та театральної критикині Луїзи Скуєньеце (яка була племінницею Юріса Алунанса).
Ще до двадцятирічного віку Скуєньекс приєднується до соціал-демократів. З 1907 по 1911 рік здобуває університетську освіту в Москві, особливо зосереджуючись на вивченні історії, економіки та статистики Латвії. Навчання не завершив.
В 1912 році виходить друком книга Скуєньекса «Національне питання в Латвії» (латис. «Nacionālais jautājums Latvijā»). Ця книга важлива як з точки зору відстоювання в ній національних інтересів латишів, так і з точки зору її значущості для статистичної науки. В ній було вперше було виокремлено демографічну статистику Латвії як територіальної одиниці. В той час, як інші довоєнні видання вкупі подавали дані, що стосувалися Балтійського регіону, в праці Скуєньекса вперше визначено кількість населення та його національний склад суто для території Латвії.
До 1918 Скуєньекс працював на посадах, пов'язаних із роботою зі статистичними даними: в Статистичному управління Комітету біженців у Ризі і в Статистичному департаменті Земельної ради Відземе.
В роки Першої світової війни брав активну участь в забезпеченні продовольством латвійських біженців, а також разом з іншими соціал-демократами долучився до розробки планів автономії Латвії. В своїх публіцистичних творах Скуєньекс активно пропагував ідею економічної та політичної незалежності Латвії.
В 1918 році він головував на засіданнях Демократичного блоку — нелегального об'єднання латвійських партій, метою яких було проголошення незалежності Латвії. Мардєрс Скуєньекс брав участь в засіданні Національної ради 18 листопада 1918 року, під час якого було проголошено незалежність Латвії.
В 1919 році, коли було створено Державне статистичне бюро Латвії, Мардєрса Скуєньекса призначено його директором. Влітку 1920 — на 4 роки раніше, ніж в сусідніх Литві та Естонії, — під керівництвом Скуєньекса було проведено перший перепис населення Латвії. В 1925 році проведено другий перепис.
Скуєньекса, який здобув великий авторитет завдяки своїм статтям, присвяченим національному питанню в Латвії, було обрано головою Конституційного комітету, завданням якого була розробка Конституції Латвійської Республіки. Скуєньекс зробив великий внесок в розробку тексту Конституції. Зокрема, саме він наполіг на лаконічності і однозначності формулювань, закладених в ній, що було зроблено задля унеможливлення хибних прочитань основного закону.
19 грудня 1926 року Скуєньекса було призначено прем'єр-міністром Латвії. Перебував на цій посаді до 23 січня 1928 року. Одночасно з цим був міністром внутрішніх справ. Очолюваний Скуєньексом уряд 1926—1928 років відомий як лівий уряд. Повторно був прем'єр-міністром з 6 грудня 1931 року по 23 березня 1933 року. Цей період діяльності Скуєньекса як прем'єр-міністра позначений більш правою політикою порівняно з попереднім терміном.
З 21 лютого 1932 року по 23 березня 1933 року займав посаду міністра фінансів.
Після перевороту 1934 року стає віцепрем'єр-міністром в авторитарному уряді, очолюваному Карлісом Улманісом. В 1938 йде з посади.
У 1940, після окупації Латвії Радянським Союзом, Мардєрс Скуєньекс був заарештований окупаційною владою. Його вивезли до Москви і 12 липня 1941 року розстріляли в Луб'янській в'язниці.